# 제6비행사단
제6비행사단(일본어: 第6飛行師団 다이로쿠히코시단[*])은 일본 제국 육군 항공대의 항공사단이다. 단대호는 6FD, 통칭호는 "洋 9301".

## 역사
1942년 11월 30일, 미국의 남태평양 지역(SPA) 군에 대비하기 위해 제8방면군 소속 부대로서 창설되었고, 라바울에 사령부를 만주에서 넘어온 부대를 전속받았다. 
1943년 4월, 뉴기니 전역에 참전하기 위해 뉴기니 북부의 웨와크에 있는 비행장으로 사령부를 옮겼다. 계속된 피로로 인한 전력 손실을 메꾸기 위해 7월에 제7비행사단이 증원부대로서 뉴기니에 전개하였고, 7월 28일에 제6, 7비행사단을 지휘통제할 제4항공군이 창설되었다.
8월 17일~18일동안 미국 육군 항공대 제5항공군의 공습에 제6, 7비행사단은 많은 피해를 입고, 제7비행사단은 10월에 인도네시아의 암본으로 퇴각하였다.
1944년 3월 26일, 웨와크에서 자야푸라(혹은 홀란디아)로 옮겨갔으나, 4월 22일 미국 육군 제41보병사단 등이 상륙하여 홀란디아 전투이 벌어졌고, 사미로 사령부를 옮겨가면서 저항하였으나, 많은 피해를 입고 8월 31일에 해체되었다.

## 지휘부
| # | 계급 | 성명            | 취임일          | 이임일          | 비고  |
| - | ---- | --------------- | --------------- | --------------- | ----- |
| 1 | 중장 | 이타하나 기이치 | 1943년 1월 29일 | 1945년 2월 1일  | [ 1 ] |
| 2 | 중장 | 이나다 마사즈미 | 1945년 2월 1일  | 1945년 7월 16일 |       |

| # | 계급 | 성명            | 취임일          | 이임일          | 비고  |
| - | ---- | --------------- | --------------- | --------------- | ----- |
| 1 | 대좌 | 하야부치 쓰네지 | 1942년 12월 1일 | 1943년 5월 18일 | [ 2 ] |
| 2 | 소장 | 야마구치 쓰치오 | 1943년 5월 18일 | 1944년 4월 1일  | [ 3 ] |
| 3 | 대좌 | 도쿠나가 겐지   | 1944년 4월 1일  | 1944년 8월 11일 | [ 4 ] |

## 전투 서열

### 1943년
- 비행 제11전대
- 비행 제68전대
- 비행 제78전대
- 비행 제13전대
- 비행 제24전대

### 종전당시
| 전투부대 - 하쿠조시 육군비행학교 교도비행단 - 비행 제10전대 (사령부 정찰) - 비행 제33전대 (전투) - 비행 제34전대 (경폭) - 비행 제63전대 (전투) - 비행 제204전대 (경폭) - 비행 제248전대 (1식전) - 독립비행 제83중대 (정찰) | 비행장부대 - 하쿠조시 교도항공지구사령부 - 제25비행장대대 (중(重)폭) - 제47비행장대대 (경폭) - 제48비행장대대 (정찰) - 제51비행장대대 (전투) - 제209비행장대대 (경폭) - 제5야전비행장설영대 - 제6야전비행장설영대 - 제10야전비행장설영대 - 제11야전비행장설영대 |

## 장비
- 전투기
  - 1식 전투기
  - 3식 전투기
- 폭격기
  - 99식 쌍발경폭격기
- 정찰기
  - 99식 정찰기
  - 100식 사령부정찰기

## 기록

### 계보
- 1942년 11월 30일, 第6飛行師団 →제6비행사단

### 소속
- 제8방면군, 1942년 11월 30일
- 제3항공군, 1943년 7월 28일

### 참전
- 제2차 세계 대전 남서태평양 전구
  - 뉴기니 전역
    - 홀란디아 전투

## 참고 자료
- 秦郁彦 (2005). 《日本陸海軍総合事典》 (일본어) 2판. 東京大学出版会.
- 外山操 (1981). 《陸海軍将官人事総覧 陸軍篇》 (일본어). 芙蓉書房.
- 外山操 (1987).  森松俊夫, 편집. 《帝国陸軍編制総覧》 (일본어). 芙蓉書房.
- 木俣滋郎 (1987). 《陸軍航空隊全史》. 航空戦史シリーズ90 (일본어). 朝日ソノラマ.
- 《太平洋戦争師団戦史》. 別冊歴史読本 戦記シリーズNo.32 (일본어). 新人物往来社. 1996.
- 防衛研究所戦史室 (1976). 《陸軍航空の軍備と運用（3）大東亜戦争終戦まで》. 戦史叢書 (일본어). 朝雲新聞社. ASIN: B000J9J2WO.